# Wadaj (wyżyna)
Wadaj (fr. Plateau Ouaddaï) – wyżyna w Afryce, na pograniczu Czadu i Sudanu. Najwyższy szczyt - góra Mun wznosi się na wysokość 1319 m n.p.m. Wyżyna zbudowana jest ze skał prekambryjskich, pokryta w większości suchą sawanną.